# Каннский кинофестиваль 2016
69-й Каннский международный кинофестиваль проходил с 11 по 22 мая 2016 года. Жюри основного конкурса возглавлял австралийский кинорежиссёр Джордж Миллер.
Изображение для официального плаката фестиваля отсылает к фильму «Презрение» Жан-Люка Годара.

## Жюри

### Основной конкурс
- Джордж Миллер, кинорежиссёр ( Австралия) — председатель
- Арно Деплешен, кинорежиссёр ( Франция)
- Кирстен Данст, актриса ( США)
- Валерия Голино, актриса и кинорежиссёр ( Италия)
- Мадс Миккельсен, актёр ( Дания)
- Ласло Немеш, кинорежиссёр ( Венгрия)
- Ванесса Паради, актриса и певица ( Франция)
- Катаюн Шахаби, кинорежиссёр ( Иран)
- Дональд Сазерленд, актёр ( Канада)

### Особый взгляд
- Марта Келлер, актриса ( Швейцария) — председатель

### Синефондасьон и конкурс короткометражных фильмов
- Наоми Кавасэ, кинорежиссёр ( Япония) — председатель

## Конкурсная программа
| Победители выделены отдельным цветом. |

### Основной конкурс
| Русское название           | Оригинальное название | Режиссёр(ы)           | Страна                       | Показ  |
| -------------------------- | --------------------- | --------------------- | ---------------------------- | ------ |
| Американская милашка       | American Honey        | Андреа Арнольд        | США · Великобритания         | 15 мая |
| Водолей                    | Aquarius              | Клебер Мендонса Филью | Бразилия                     | 17 мая |
| Она                        | Elle                  | Паул Верхувен         | Франция · Германия · Бельгия | 21 мая |
| Иллюзия любви              | Mal de pierres        | Николь Гарсиа         | Франция                      | 15 мая |
| Выпускной                  | Bacalaureat           | Кристиан Мунджиу      | Румыния · Франция            | 19 мая |
| Служанка                   | 아가씨                | Пак Чхан Ук           | Республика Корея             | 14 мая |
| Я, Дэниел Блейк            | I, Daniel Blake       | Кен Лоуч              | Великобритания · Франция     | 13 мая |
| Это всего лишь конец света | Juste la fin du monde | Ксавье Долан          | Канада · Франция             | 19 мая |
| Джульетта                  | Julieta               | Педро Альмодовар      | Испания                      | 17 мая |
| Последнее лицо             | The Last Face         | Шон Пенн              | США                          | 20 мая |
| Любить                     | Loving                | Джефф Николс          | США · Великобритания         | 16 мая |
| Мама Роза                  | Ma' Rosa              | Брильянте Мендоса     | Филиппины                    | 18 мая |
| Неоновый демон             | The Neon Demon        | Николас Виндинг Рефн  | США                          | 20 мая |
| Патерсон                   | Paterson              | Джим Джармуш          | США                          | 16 мая |
| Персональный покупатель    | Personal Shopper      | Оливье Ассаяс         | Франция                      | 17 мая |
| Коммивояжёр                | فروشنده               | Асгар Фархади         | Иран                         | 21 мая |
| Стоять ровно               | Rester Vertical       | Ален Гироди           | Франция                      | 12 мая |
| Сьераневада                | Sieranevada           | Кристи Пую            | Румыния                      | 12 мая |
| В тихом омуте              | Ma Loute              | Брюно Дюмон           | Франция · Германия           | 13 мая |
| Тони Эрдманн               | Toni Erdmann          | Марен Аде             | Германия · Австрия           | 14 мая |
| Неизвестная                | La Fille inconnue     | Братья Дарденн        | Бельгия                      | 18 мая |

### «Особый взгляд»
| Русское название                        | Оригинальное название               | Режиссёр(ы)                     | Страна                            | Показ  |
| --------------------------------------- | ----------------------------------- | ------------------------------- | --------------------------------- | ------ |
| После бури                              | 海よりもまだ深く                    | Хирокадзу Корээда               | Япония                            | 18 мая |
| Ученик мастера                          | Apprentice                          | Джунфенг Бу                     | Сингапур · Франция · Германия     | 16 мая |
| За горами и холмами                     | מעבר להרים ולגבעות                  | Эран Колирин                    | Израиль                           | 15 мая |
| Капитан Фантастик                       | Captain Fantastic                   | Мэтт Росс                       | США                               | 17 мая |
| Столкновение                            | اشتباك                              | Мохаммед Диаб                   | Египет · Франция · Германия · ОАЭ | 12 мая |
| Танцовщица                              | La Danseuse                         | Стефани ди Джусто               | Франция                           | 13 мая |
| Собаки                                  | Câini                               | Богдан Мирица                   | Румыния                           | 15 мая |
| Самый счастливый день в жизни Олли Маки | Hymyilevä mies                      | Юхо Коусманен                   | Финляндия                         | 19 мая |
| Гармония                                | 淵に立つ                            | Кодзи Фукада                    | Япония                            | 14 мая |
| Любой ценой                             | Hell or High Water                  | Дэвид Маккензи                  | США                               | 16 мая |
| Инверсия                                | وارونگی                             | Бехнам Бехзади                  | Иран                              | 18 мая |
| Длинная ночь Франсиско Санктиса         | La larga noche de Francisco Sanctis | Франсиско Маркес и Андреа Теста | Аргентина                         | 20 мая |
| Перикл                                  | Pericle il Nero                     | Стефано Мордини                 | Италия                            | 19 мая |
| Личные дела                             | أمور شخصية                          | Маха Хадж                       | Израиль                           | 12 мая |
| Красная черепаха                        | La Tortue rouge                     | Михаэль Дюдок де Вит            | Франция · Япония                  | 18 мая |
| Трансфигурация                          | The Transfiguration                 | Майкл О’Ши                      | США                               | 14 мая |
| Взглянуть на страну                     | Voir du pays                        | Дельфин Кулен и Мюриэль Кулен   | Франция                           | 17 мая |
| Ученик                                  | Ученик                              | Кирилл Серебренников            | Россия                            | 13 мая |

### Внеконкурсные показы
| Русское название         | Оригинальное название | Режиссёр(ы)     | Страна                        | Показ  |
| ------------------------ | --------------------- | --------------- | ----------------------------- | ------ |
| Большой и добрый великан | The BFG               | Стивен Спилберг | США · Великобритания · Канада | 14 мая |
| Светская жизнь           | Café Society          | Вуди Аллен      | США                           | 11 мая |
| Вопль                    | 곡성 Gokseong         | На Хонгчжин     | Республика Корея              | 18 мая |
| Финансовый монстр        | Money Monster         | Джоди Фостер    | США                           | 12 мая |
| Славные парни            | The Nice Guys         | Шейн Блэк       | США                           | 15 мая |

#### Полуночные показы
| Русское название                         | Оригинальное название | Режиссёр(ы)      | Страна           | Показ  |
| ---------------------------------------- | --------------------- | ---------------- | ---------------- | ------ |
| Кровный отец                             | Blood Father          | Жан-Франсуа Рише | Франция          | 21 мая |
| Gimme Danger. История Игги и The Stooges | Gimme Danger          | Джим Джармуш     | США              | 19 мая |
| Поезд в Пусан                            | 부산행 Busanhaeng     | Ён Сан Хо        | Республика Корея | 13 мая |

#### Специальные показы
| Русское название               | Оригинальное название                  | Режиссёр(ы)                        | Страна             | Показ  |
| ------------------------------ | -------------------------------------- | ---------------------------------- | ------------------ | ------ |
|                                | Choufشوف                               | Карим Дриди                        | Франция · Тунис    | 15 мая |
| Изгнание                       | Exil                                   | Ритхи Пань                         | Камбоджа · Франция | 13 мая |
| Каменные кулаки                | Hands of Stone                         | Джонатан Якубович                  | США · Панама       | 16 мая |
| Хиссен Хабре, чадская трагедия | Hissein Habré, une tragédie tchadienne | Махамат Салех Харун                | Чад                | 16 мая |
| Полная луна                    | La Forêt de Quinconces                 | Грегуар Лепренс-Ренге              | Франция            | 17 мая |
| Смерть Людовика XIV            | La Mort de Louis XIV                   | Альберт Серра                      | Испания            | 19 мая |
| Последний пляж                 | L’ultima spiaggia                      | Танос Анастопулос Давид Дель Деган | Италия             | 12 мая |
| Тупица                         | Le Cancre                              | Поль Веккиали                      | Франция            | 18 мая |
| Пешмерга                       | Peshmerga                              | Бернар-Анри Леви                   | Франция            |        |
| Неправильные элементы          | Wrong elements                         | Джонатан Литтелл                   | Франция · Бельгия  | 14 мая |

## Победители

#### Основной конкурс
- «Золотая пальмовая ветвь» — «Я, Дэниель Блейк», реж. Кен Лоуч (Великобритания, Франция)
- Гран-при — «Это всего лишь конец света», реж. Ксавье Долан (Канада, Франция)
- Лучший режиссёр — Оливье Ассайас за «Персональный покупатель» (Франция) и Кристиан Мунджиу за «Выпускной» (Румыния, Франция)
- Лучший сценарий — Асгар Фархади за «Коммивояжёр» (Иран)
- Лучшая актриса — Жаклин Хосе за «Мама Роза» (Филиппины)
- Лучший актёр — Шахаб Хоссейни за «Коммивояжёр» (Иран)
- Приз жюри — «Американская милашка», реж. Андреа Арнольд (Великобритания, США)

#### «Особый взгляд»
- Главный приз — «Самый счастливый день в жизни Олли Мяки», реж. Юхо Куосманен (Финляндия)
- Приз жюри — «Гармония», реж. Кодзи Фукада (Япония)
- Специальный приз жюри — «Красная черепаха», реж. Майкл Дадок де Уит (Франция, Япония)
- Приз за лучшую режиссуру — Мэтт Росс за «Капитан Фантастик» (США)
- Приз за лучший сценарий — Дельфин Кулен, Мюриэль Кулин за «Остановка в пути» (Франция)

### Независимые награды
Приз ФИПРЕССИ 
- В основном конкурсе — «Тони Эрдманн», реж. Марен Аде (Германия, Австрия)
- В программе «Особый взгляд» — «Собаки», реж. Богдан Мирица (Румыния)

 Экуменическое жюри 
- Приз экуменического (христианского) жюри — «Это всего лишь конец света», реж. Ксавье Долан (Канада, Франция)
- Приз экуменического (христианского) жюри — Особое упоминание — «Американская милашка», реж. Андреа Арнольд (Великобритания, США) и «Я, Дэниель Блейк», реж. Кен Лоуч (Великобритания, Франция)

 Квир-пальма 
- Квир-пальма — «Кэрол», реж. Тодд Хейнс ( США)
- Специальное упоминание — «Лобстер», реж. Йоргос Лантимос ( Греция)

### Почётные награды
- Почётная «Золотая пальмовая ветвь» (призом награждаются крупнейшие режиссёры, работы которых широко известны, но ни разу не были отмечены главной наградой Каннского фестиваля)[1] — Жан-Пьер Лео.